# Société finno-ougrienne
La Société finno-ougrienne (en finnois : Suomalais-Ugrilainen Seura) est une société savante finlandaise, spécialisée dans l'étude des langues finno-ougriennes. Elle fut fondée à Helsinki en 1883 sur la proposition du professeur Otto Donner.

## Publications

### Revues
La société publie plusieurs revues académiques, dont : 
- Mémoires de la Société finno-ougrienne = Suomalais-Ugrilaisen Seuran Toimituksia (254 volumes)
- Finnisch-ugrische Forschungen (59 volumes)
- Journal de la Société finno-ougrienne = Suomalais-Ugrilaisen Seuran Aikakauskirja (91 volumes).

| Archives                                                                            |
| ** volume 1, 1886 (archive.org, archive.org, archive.org, archive.org, archive.org) |
| ** volume 2, 1887 (archive.org, archive.org)                                        |
| ** volume 3, 1888 (archive.org, archive.org)                                        |
| ** volume 4, 1888 (archive.org)                                                     |
| ** volume 5, 1889 (sgr.fi, archive.org, archive.org)                                |
| ** volume 6, 1889 (archive.org, archive.org, archive.org, archive.org, archive.org) |
| ** volume 7, 1889 (archive.org)                                                     |
| ** volume 8, 1890 (archive.org, archive.org)                                        |
| ** volume 9, 1891 (archive.org, archive.org)                                        |
| ** volume 10, 1892 (archive.org, archive.org, archive.org)                          |
| ** volume 11, 1893 (archive.org, archive.org, archive.org)                          |
| ** volume 12, 1894 (archive.org, archive.org, archive.org, archive.org)             |
| ** volume 13, 1895 (archive.org)                                                    |
| ** volume 14, 1896 (archive.org, archive.org, archive.org)                          |
| ** volume 15, 1897 (archive.org, archive.org, archive.org)                          |
| ** volume 16, 1899 (archive.org, archive.org)                                       |
| ** volume 17, 1900 (archive.org, archive.org)                                       |
| ** volume 18, 1900 (archive.org, archive.org)                                       |
| ** volume 19, 1901 (archive.org, archive.org, archive.org)                          |
| ** volume 20, 1902 (archive.org, archive.org)                                       |
| ** volume 21, 1903 (archive.org)                                                    |
| ** volume 22, 1904 (archive.org, archive.org)                                       |
| ** volume 23, 1906 (archive.org, archive.org)                                       |
| ** volume 24, 1907 (archive.org)                                                    |
| ** volume 25, 1908 (archive.org, archive.org, archive.org)                          |
| ** volume 26, 1909 (archive.org)                                                    |
| ** volume 27, 1911–1912 (archive.org)                                               |
| ** volume 28, 1912 (archive.org)                                                    |
| ** volume 29, 1915 (archive.org)                                                    |
| ** volume 30, 1913–1918 (archive.org)                                               |
| ** volume 31, 1916 (archive.org)                                                    |
| ** volume 32, 1916–1920 (archive.org)                                               |
| ** volume 33, 1916–1920 (archive.org)                                               |
| ** volume 34, 1916–1920 (archive.org)                                               |
| ** volume 35, 1918 (archive.org)                                                    |
| ** volume 36, 1918 (archive.org)                                                    |
| ** volume 37, 1916–1920 (archive.org)                                               |
| ** volume 38                                                                        |
| ** volume 39, 1923 (archive.org)                                                    |
| ** volume 40, 1924 (archive.org)                                                    |

### Archives
- « Journal de la Société Finno-Ougrienne (JSFOu) », Helsinki, Suomalaisen kirjallisuuden seura, 1886

## Ouvrages
- (fi) Korhonen, Mikko & Suhonen, Seppo & Virtaranta, Pertti, Sata vuotta suomen sukua tutkimassa : 100-vuotias suomalais-ugrilainen seura, Espoo, Weilin+Göös, 1983, 254 p. (ISBN 951-35-2977-0)
- (fi) Salminen, Timo, Aatteen tiede : Suomalais-ugrilainen seura 1883–2008 (Suomalaisen Kirjallisuuden Seuran toimituksia 1172), Helsinki, Suomalaisen Kirjallisuuden Seura, 2008 (ISBN 978-952-222-013-4)